# Горзов Іван Петрович

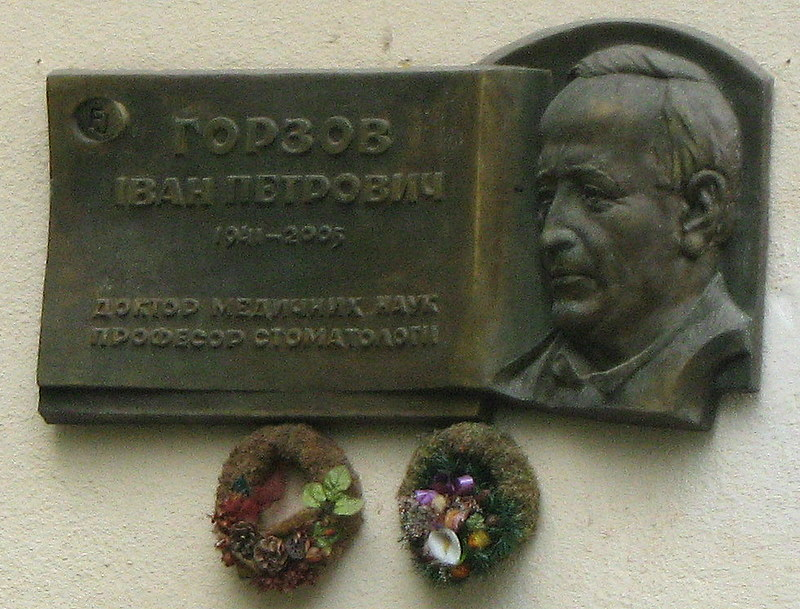
Меморіальна дошка І. П. Горзова в Ужгороді

Іван Петрович Горзов (1941—2005, Ужгород) — радянський український лікар, професор, доктор медичних наук, головний стоматолог Закарпатської області.

## Життєпис
Після навчання у семирічній школі закінчив Берегівське медичне училище, потім стоматологічний факультет Львівського державного медичного інституту (нині Львівський національний медичний університет імені Данила Галицького).
Два роки працював у столиці Киргизії — м. Фрунзе.
З 1967 року — хірург-стоматолог Закарпатської обласної клінічної лікарні. Закінчив заочну аспірантуру при кафедрі Одеського медичного інституту. Кандидатську ступінь захистив на тему «Клініка, лікування та профілактика ускладнень утрудненого прорізування нижнього зуба мудрості» (1975).
Працював на кафедрі біохімії та фармакології Ужгородського державного університету (тепер Ужгородський національний університет).
У 1991 р. захистив докторську дисертацію на кафедрі терапевтичної стоматології Київського медичного інституту імені академіка О. О. Богомольця на тему «Поширеність карієсу та його профілактика в умовах біогеохімічного дефіциту фтору та йоду».

## Наукова діяльність
Іван Горзов проводив дослідження проблеми дефіциту мікроелементів йоду і фтору в харчуванні, що характерно для всіх західних регіонів України.
Займався розробкою, клініко-експериментальним обґрунтуванням і впровадженням комплексної системи масової профілактики карієсу зубів у населення, що проживає в умовах природного дефіциту фтору та йоду в навколишньому середовищі методом фторування і йодування солі на Солотвинському сольовому руднику Закарпаття. Його дослідження викликали величезний резонанс в СРСР, Швейцарії, Німеччині, Словаччині, Угорщині та інших країнах.
Крім того, І. Горзов займався вивченням запальних процесів, пов'язаних з прорізуванням, так званих, зубів мудрості.

## Пам'ять
- На будинку набережної Незалажності 8 в Ужгороді, де жив професор І. П. Горзов, встановлена меморіальна дошка.